# Bharadi, Haveri
Bharadi là một làng thuộc tehsil Haveri, huyện Haveri, bang Karnataka, Ấn Độ.